# Neomochtherus piceus
Neomochtherus piceus är en tvåvingeart som först beskrevs av James Stewart Hine 1909.  Neomochtherus piceus ingår i släktet Neomochtherus och familjen rovflugor. Inga underarter finns listade i Catalogue of Life.